# .wiki
.wikiとは、2014年5月26日より新たに追加されたgTLDである。ICANNの新しいgTLDプログラムの一環として追加された。

## 目的
2012年に提出された提案書で、Top Level Designは.wikiの目的を次のように述べている。「このドメイン名はウィキのためのインターネット空間を確立させ、その他数多くのウェブサイトとウィキの見分けをしやすくして、インターネットユーザーが自分の興味のある分野のウィキを見つけやすくするのが目的である。ウィキを使うウェブサイトは成長を続けている。ウィキは創造的で扱いが容易な情報作成・提供システムであり、基本的にオープンで、編集に制限が少なくコミュニティ管理がされていることもある。インターネット自体が昨今のトレンドになっているのと同じく、ウィキも個人・団体を含めて人気がある。ウィキは個々がどれだけ貢献するかでその情報の質が決まる。ウィキシステムは知識や知恵を共有する方法としては革新的で的を射ており、ICANNの新しいgTLDプログラムの流れに沿ったものである。我々は新しいgTLDプログラムの中で.wikiは直観的で必要性のあるものだと考えている。」